# 1919 au Québec
Cet article traite des événements survenus en 1919 au Québec. 

## Événements

### Janvier
- 21 janvier : ouverture de la troisième session de la 14e législature (en)[1].
- 22 janvier ; 
  - Médéric Martin est nommé conseiller législatif à Québec[2].
  - Le couvent de Roberval est rasé par un incendie[3].
- 23 janvier : le Congrès des métiers et du travail de Montréal tient une assemblée réunissant 2 000 personnes dont plusieurs chômeurs. Les participants demandent aux différents paliers de gouvernement des mesures concrètes pour pallier le chômage qui sévit depuis la fin de la guerre[4].
- 30 janvier : le trésorier Walter Mitchell annonce des dépenses de 11 423 000 $ et des recettes de 13 800 000 lors de la dernière année budgétaire écoulée. La dette publique québécoise est maintenant de 43 millions de dollars[1].

### Février
- 1er février - Les évêques de la province se prononcent contre l'instruction obligatoire au Québec[5].
- 17 février : le Québec et le Canada pleurent la mort de l'ancien premier ministre Wilfrid Laurier, décédé à l'âge de 76 ans[6].

### Mars
- 4 mars : Walter Mitchell annonce la tenue d'un prochain référendum sur la prohibition du vin et de la bière[7].
- 5 mars : l'Assemblée législative adopte une loi autorisant les enfants à fréquenter les salles de cinéma[8].
- 15 mars : l'Union des municipalités du Québec tient son premier congrès. Le député libéral et maire de Saint-Hyacinthe, Télesphore-Damien Bouchard, en est l'un de ses fondateurs[9].
- 17 mars : la session est prorogée[10].

### Avril
- 5 avril : la partie finale de la Coupe Stanley est annulée. Le défenseur Joe Hall des Canadiens de Montréal vient de mourir de la grippe espagnole et cette maladie fait des ravages au sein des équipes de hockey participantes[11].
- 10 avril : le référendum sur la prohibition de l'alcool a lieu. Les Québécois se prononcent à 78 % pour la libéralisation de vente de bière, de vin et des autres boissons alcooliques. En tout, 129 679 ont voté pour la prohibition et 96 864 contre[12].
- 24 avril : dix mille ouvriers, comprenant les camionneurs, les déchargeurs de fret, les chapeliers et les simples employés de la Canada Sugar, déclenchent une grève à Montréal. Ils demandent la reconnaissance syndicale et de meilleures conditions de travail[13].

### Mai
- 1er mai : à Montréal, une manifestation importante a lieu pour souligner la Fête du travail. Certains des orateurs disent souhaiter ouvertement que le Canada suive une évolution semblable à celle de la nouvelle Russie soviétique[14].
- 3 mai : les ouvriers de la Canada Sugar à Montréal doivent rentrer au travail. La grève se termine sur un échec[15].
- 10 mai : le Saint-Siège annonce qu'elle accorde son autonomie à la succursale montréalaise de l'Université Laval, qui deviendra l'Université de Montréal[16].
- 18 mai : le 22e bataillon est de retour à Québec après être débarqué à Halifax le 16 mai. Il avait traversé l'Atlantique sur le paquebot Olympic. Le 19, le régiment est reçu avec la même ardeur à Montréal[17].
- 22 mai : le premier ministre Lomer Gouin annonce des élections générales pour le 23 juin[10].

### Juin
- 4 juin : les ouvriers des chantiers de la Vickers à Montréal déclenchent une grève générale. Parallèlement à eux, une grève est déclarée dans plusieurs usines du Québec par solidarité envers les grévistes de Winnipeg qui ont cessé le travail depuis plus d'un mois[18].
- 23 juin : le Parti libéral de Lomer Gouin remporte les élections générales avec 74 députés élus contre 5 pour les conservateurs d'Arthur Sauvé[19].

### Juillet
- 14 juillet : une partie des ouvriers de la Vickers retourne au travail. Les autres sont congédiés. La grève est un échec[20].

### Août
- 7 août : William Lyon Mackenzie King est élu chef du Parti libéral du Canada lors de la convention du parti qui se tient à Ottawa. Il succède ainsi à Wilfrid Laurier[21].
- 14 août : un premier vol aérien est effectué de Québec à Montréal. Le pilote se nomme Georges L. Vézine et le projet a été commandité par l'Exposition provinciale de Québec. Le vol dure cinq heures[22].
- 22 août : le Prince de Galles, futur Edouard VIII, est à Québec où il inaugure le pont de Québec[1].
- 26 août : Lomer Gouin effectue un remaniement ministériel dans son gouvernement. Louis-Alexandre Taschereau est promu procureur général. Trois députés entrent au cabinet : Athanase David devient secrétaire de la province, Joseph-Édouard Perrault ministre de la Colonisation et Antonin Galipeault ministre des Travaux publics[23].

### Septembre
- 6 septembre : le Parti libéral est vainqueur lors des élections partielles de Bellechasse, Terrebonne et Arthabaska[24].
- 12 septembre : le Canada ratifie le Traité de Versailles. C'est la première fois qu'il ratifie un traité international de cette envergure[25].
- 28 septembre : pour la première fois, un hydravion, le Seagull, survole le ciel de Montréal[26].

### Octobre
- 14 octobre : un incendie ravage une partie du village de Saint-Raphaël-de-Bellechasse. Les dégâts sont évalués à 50 000 $[27].
- 27 octobre : Ernest Lapointe, un libéral, remporte les élections partielles fédérales de Québec-Est[28].

### Novembre
- 1er novembre : le cardinal Désiré-Joseph Mercier de Belgique, archevêque de Malines et résistant de la Première Guerre mondiale, est reçu à l'Assemblée législative par le premier ministre Lomer Gouin[1].
- 22 novembre : l'Université de Montréal est détruite par un incendie. Les dégâts sont évalués à 250 000 $[29].

### Décembre
- 10 décembre : ouverture de la première session de la 15e législature (en). Joseph-Napoléon Francoeur est nommé orateur de l'Assemblée législative[1].
- 17 décembre : lors de son discours du budget, Walter Mitchell annonce des dépenses de plus de 12 millions de dollars pour l'année budgétaire 1919[1].
- 20 décembre : la session est ajournée pour le temps des Fêtes[10].

## Économie
- La première compagnie d'aviation commerciale du Québec, la Laurentide Air Service, est créée[30].

## Naissances
- 1 janvier - Sherry Robertson (joueur de baseball)  († 23 octobre 1970)
- 20 janvier - Lucille Dumont (actrice) († 29 juillet 2016)
- 22 janvier - Marcel Rioux (écrivain et sociologue) († 16 décembre 1992)
- 14 mars - Charles-Henri Tremblay (homme politique) († 31 mars 1982)
- 16 mars - Philippe Latulippe (militaire) († 24 septembre 2006)
- 3 avril - Clairette Oddera (actrice) († 28 octobre 2008)
- 7 avril - Roger Lemelin (écrivain et journaliste) († 16 mars 1992)
- 12 avril - Paul Bibeault (joueur de hockey)  († 2 août 1970)
- 17 avril - Joseph Gilles Lamontagne (maire de Québec) († 14 juin 2016)
- 21 avril - Roger Doucet (chanteur) († 19 juillet 1981)
- 14 mai - Solange Chaput-Rolland (écrivaine et femme politique) († 31 octobre 2001)
- 19 mai - Jean-Yves Bigras (réalisateur) († 17 août 1966)
- 21 juin - Gérard Pelletier (homme politique et journaliste) († 22 juin 1997)
- 19 juillet - Lionel Boulet (ingénieur) († 1er janvier 1996)
- 15 août - Laurence Beaulieu-Beaudoin (écrivaine) († 19 avril 1996)
- 21 août - Marc Beaudet (écrivain) († 9 juillet 1978)
- 25 août - Jean-Pierre Masson (acteur) († 11 mars 1995)
- 4 septembre - Émile Bouchard (joueur de hockey) († 14 avril 2012)
- 10 octobre - Roland Lebrun (chanteur) († 2 janvier 1980)
- 12 octobre - Gilles Beaudoin (homme politique) († 22 août 2007)
- 18 octobre - Pierre Trudeau (premier ministre du Canada) († 28 septembre 2000)
- 4 novembre - Simonne Monet-Chartrand (militante et écrivaine) († 18 janvier 1993)
- 14 novembre - Jacques Lavigne (philosophe) († 25 mai 1999)
- 10 décembre - Vincent Brassard (homme politique) († 7 avril 1974)
- 14 décembre - Jean Filiatrault (romancier) († 13 mars 1982)
- 25 décembre - Paul David (fondateur de l'ICM) († 5 avril 1999)

## Décès

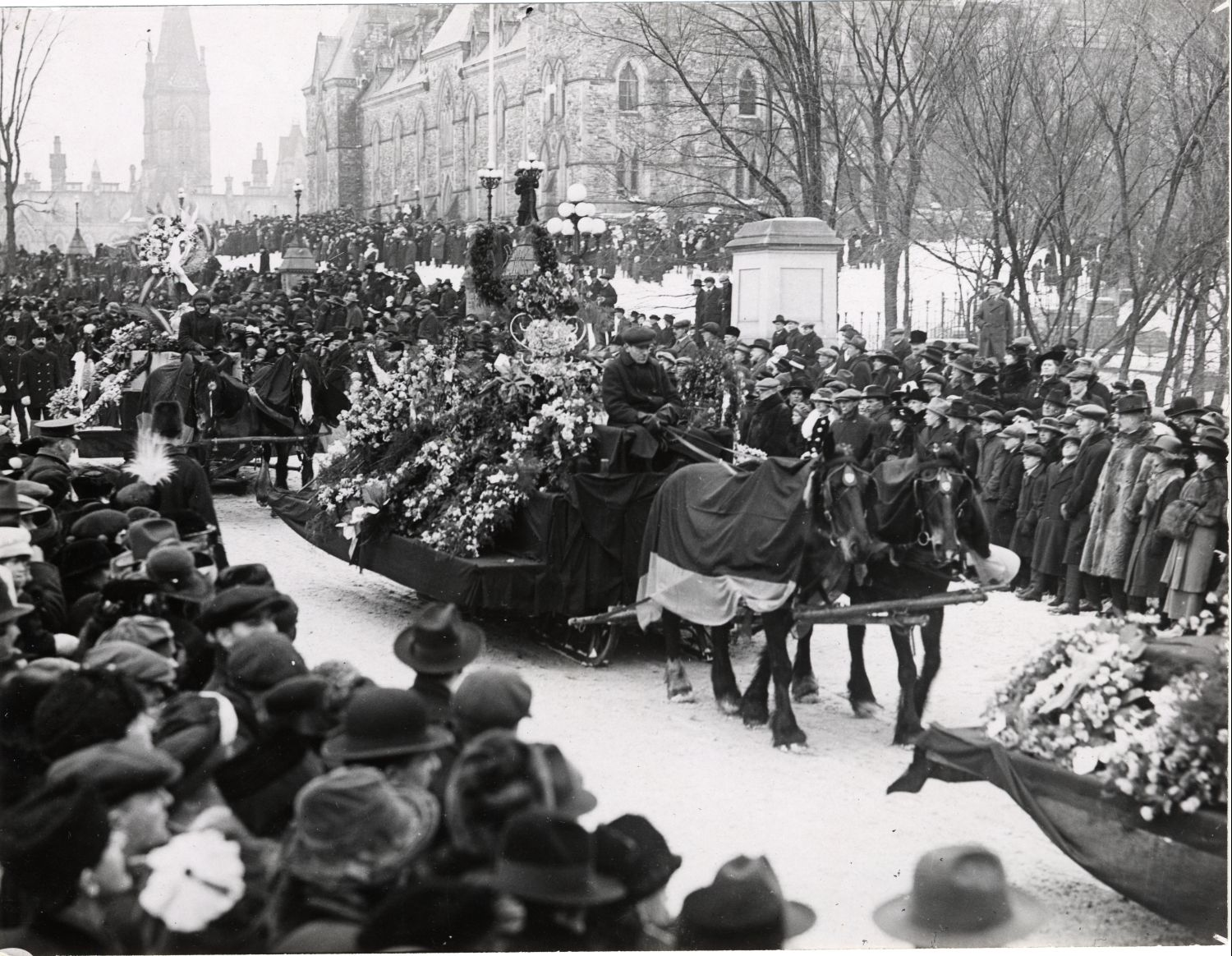
Funérailles de Wilfrid Laurier

- 23 janvier - André-Albert Blais (personnalité religieuse) (º 26 août 1842)
- 17 février - Wilfrid Laurier (premier ministre du Canada) (º 20 novembre 1841)
- 19 février - Rodolphe Forget (homme d'affaires) (º 10 décembre 1861)
- 14 avril - Auguste-Réal Angers (lieutenant-gouverneur du Québec) (º 4 octobre 1837)
- 20 décembre - Auguste Charles Philippe Robert Landry (homme politique) (º 15 janvier 1846)